# シャコガイ

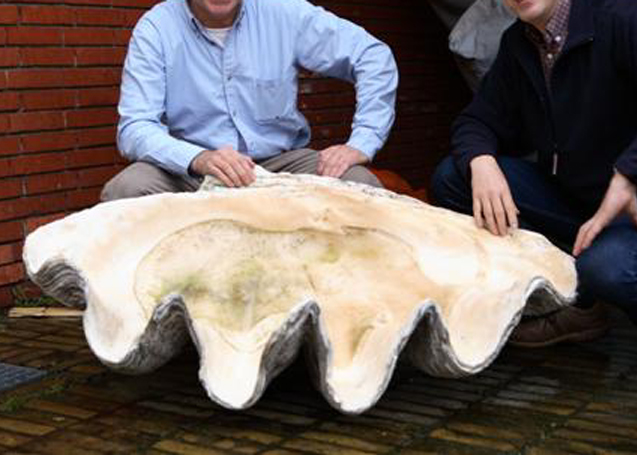

シャコガイ（硨磲貝）は、ザルガイ科シャコガイ亜科 (Tridacnidae) に属する二枚貝の総称である。
別名 オウギガイ（扇貝）、シャコ。
熱帯から亜熱帯海域の珊瑚礁の浅海に生息し、二枚貝の中で最も大型となる種であるオオシャコガイを含む。外套膜の組織に渦鞭毛藻類の褐虫藻が共生し、生活に必要な栄養素の多くを褐虫藻の光合成に依存している。

## 特徴
貝殻は扇形で、太い五本の放射肋が波状に湾曲し、光沢のある純白色で厚い。
最も大型のオオシャコガイは、殻長2m近く、重量200kgを超えることがある。また、400年以上生きた個体も存在する。
サンゴ礁の海域に生息し、生時には海底で上を向いて殻を半ば開き、その間にふくらんだ外套膜を見せている。この部分に褐虫藻を持ち、光合成を行わせている。移動することはなく、海底に転がっているか、サンゴに酸で穿孔して入りこんでいる。雄性先熟。

## 利用
日本では古くは仏教の七宝の一つとして珍重されていた。
沖縄地方で刺身にして食用とし、瓶詰めの塩辛も沖縄食材を扱っている店舗で購入できる。また、殻は置物や宝飾品、水盤などに加工される。

## 分類
約2属12種を含む。
- Hyperlophus シャゴウ属
  - Hippopus hippopus シャゴウガイ
  - Hippopus porcellanus ミガキシャゴウガイ
- Tridacna オオシャコ属
  -     - Tridacna lorenzi
    - Tridacna noae トガリシラナミ

  - Tridacna オオシャコ亜属
    - Tridacna derasa ヒレナシシャコガイ
    - Tridacna gigas オオシャコガイ
    - Tridacna tevoroa ツバサシャコガイ

  - Chametrachea ヒメジャコ亜属
    - Tridacna costata
    - Tridacna crocea ヒメシャコガイ
    - Tridacna maxima シラナミガイ
    - Tridacna rosewateri
    - Tridacna squamosa ヒレシャコガイ

## 分布
太平洋の中西部とインド洋の珊瑚礁。オオシャコガイは分布地の北限が日本であり、八重山諸島で小柄な個体が僅かながら生息しているが、個体数の減少が懸念されている。海水温が高かった約7000-4300年前までは沖縄各地に分布し、現在でも当時の貝殻が多数発見され、ギネス級のものも見つかっている。

## 文化

### 「人食い貝」の俗説
シャコガイに関する知識や情報が乏しかった頃、例えば1960年代頃まで、特にオオシャコガイについては、海中にもぐった人間が開いた貝殻の間に手足を入れると、急に殻を閉じて水面に上がれなくして殺してしまうとか、殺した人間を食べてしまう「人食い貝」であると言われていた。しかし、手足を入れると危険であるのは事実だが、他の生物を捕食することはない。

### 宗教
- 仏教で七宝の一つ。
- キリスト教で殻を教会の聖盤に用いる。

### 保護
ワシントン条約で輸出入が禁じられている。